# Óxido de nitrógeno(II)
El óxido de nitrógeno(II), óxido nítrico o monóxido de nitrógeno (NO) es un gas incoloro y soluble en agua, presente naturalmente en pequeñas cantidades en las células de los mamíferos. Está también extendido por el aire siendo producido en automóviles y plantas de energía.
No debe confundirse con el óxido nitroso (N2O), con el dióxido de nitrógeno (NO2) o con cualquiera del resto de los óxidos de nitrógeno existentes.
Es una molécula altamente inestable en el aire ya que se oxida rápidamente en presencia de oxígeno convirtiéndose en dióxido de nitrógeno. Por esta razón se le considera también como un radical libre.

## Producción y efectos medioambientales
A altas temperaturas el nitrógeno (N2) y el oxígeno (O2) moleculares pueden combinarse para formar óxido nítrico; por ello las actividades humanas han incrementado en gran medida la presencia de este gas vicioso 
en la atmósfera.
Este gas en el aire puede convertirse, más tarde, en ácido nítrico produciendo así lluvia ácida. Además el 'NO' y el NO2 son en parte responsables del agujero de la capa de ozono.
Su efecto con la radiación solar es doble. Mientras en la baja atmósfera contribuyen al calentamiento global en la alta lo hacen al oscurecimiento global.

## Aplicaciones técnicas
El monóxido de nitrógeno es el producto primario de la combustión catalítica del amoníaco mediante el método de Ostwald y, por lo tanto, un intermediario importante en la producción del ácido nítrico (HNO3).
En el laboratorio se genera más convenientemente por reacción de ácido nítrico diluido con cobre, si los otros productos posibles de la reacción como el dióxido de nitrógeno no molestan o pueden ser eliminados (por ejemplo, por absorción en agua).
Se usa para detectar radicales en la superficie de polímeros.

### En medicina
El óxido nítrico o monoxido de nitrógeno ('NO') inhalado en 800 ppm, es un vasodilatador pulmonar selectivo. Junto con la asistencia ventilatoria y otras sustancias activas adecuadas, está indicado como parte del tratamiento de:
- Neonatos ≥ 34 semanas de gestación con insuﬁciencia respiratoria hipóxica asociada con evidencia clínica o ecocardiográﬁca de hipertensión pulmonar, con el ﬁn de mejorar la oxigenación y reducir la necesidad de oxigenación por medio de una membrana extracorpórea.
- La hipertensión pulmonar periquirúrgica en adultos, pacientes pediátricos o neonatos de edades comprendidas entre los 0 y los 17 años junto con la cirugía cardíaca, para hacer descender la presión arterial pulmonar de forma selectiva y mejorar la función ventricular derecha y la oxigenación incrementando el caudal pulmonar.

## Reactividades
Con los halógenos, salvo con el yodo, reacciona formando haluros de nitrosil (Hal-N=O).
Con el dióxido de nitrógeno puede formar el óxido N2O3 que está en equilibrio con sus productos de partida y puede ser visto como anhidruro del ácido nitroso HNO2. Esta mezcla se utiliza también en la obtención de los nitritos.
El dióxido de azufre reduce el monóxido de nitrógeno formando trióxido de azufre y óxido de dinitrógeno.
También es utilizado como potenciador de motores, dándole un mayor rendimiento de aceleración y velocidad final por la ampliación de oxígeno a la combustión.

## Funciones biológicas

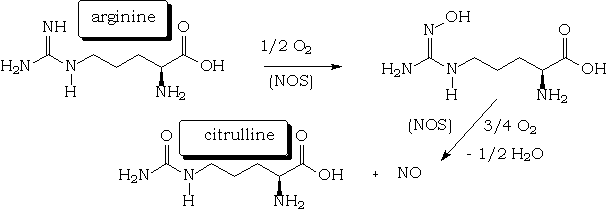
Síntesis de NO

En los años 70 del siglo XX el farmacólogo Ferid Murad descubrió que los nitratos utilizados en el tratamiento de dolores de pecho y algunas indicaciones cardiovasculares liberan monóxido de nitrógeno en condiciones fisiológicas. Este tiene a su vez efectos dilatadores para los vasos sanguíneos. Encontró que esto induce una relajación de la capa muscular en los endotelios.
En 1987 se descubrió que el cuerpo humano produce pequeñas cantidades de 'NO' a partir del aminoácido arginina. Esto ayudó a entender el mecanismo de acción de diversos nitratos orgánicos empleados como medicamentos en ataques de angina de pecho que igualmente liberan NO en el cuerpo humano. Incluso el tratamiento de pacientes con aterosclerosis con arginina parece tener el mismo principio.

En el cerebro el monóxido de nitrógeno puede jugar el papel de un neurotransmisor.
Todos estos descubrimientos culminaron en la otorgación del premio Nobel a Robert Furchgott, Ferid Murad y Louis J. Ignarro en 1998. Aunque existe una polémica de la concesión de este premio, puesto que, el científico hondureño Salvador Moncada había identificado previamente el óxido nítrico como factor de relajamiento cardiovascular ya que los resultados de la investigación se publicaron seis meses antes que cualquier otro trabajo en 1987 en la revista Nature. Salvador Moncada ha mencionado: "La primera demostración de la presencia del óxido nítrico en el sistema cardiovascular se hace en Inglaterra en mi laboratorio. Lo demás es política",
La síntesis de 'NO' se realiza por acción de una enzima, la óxido nítrico sintasa (NOS), a partir del aminoácido L-arginina que produce 'NO' y L-citrulina, requiriendo la presencia de un cofactor (específicamente, una coenzima) — nicotinamida adenín-dinucleótido fosfato reducido o NAD-fosfato reducido (NADPH) — en presencia de oxígeno.
El 'NO' es producido por una amplia variedad de tipos celulares que incluyen células epiteliales, nerviosas, endoteliales e inflamatorias. Existen tres formas de 'NO', dos denominadas constitutivas y dependientes del calcio (cNOS), que son la endotelial y la neuronal, las cuales sintetizan NO en condiciones normales, y una inducible e independiente del calcio (iNOS), que no se expresan o lo hacen muy débilmente en condiciones fisiológicas.
Es sintetizado por las células endoteliales, macrófagos y cierto grupo de neuronas del cerebro. En las neuronas puede funcionar como neurotransmisor, atravesando fácilmente las membranas celulares por su carácter lipófilo. Cuando es producido en las células endoteliales de los vasos sanguíneos funciona como regulador paracrino; difunde al interior de las células musculares lisas, donde induce la producción de GMPc (guanosin monofosfato cíclico) por la gasorreceptor basado en enzimas guanilato ciclasa, que a su vez produce un efecto de relajación en la musculatura con vaso y broncodilatación. Los macrófagos sintetizan 'NO' para destruir los microorganismos que han sido fagocitados.
Todo esto ha hecho que tenga grandes aplicaciones directas en medicina y otras ciencias de la salud.
Finalmente, el 'NO' también sirve como conservante. Es liberado del nitrito que se utiliza en la conservación de la carne. De hecho, algunos virus y microorganismos liberan 'NO' para matar células.
Las células del cuerpo cavernoso del pene producen óxido nítrico durante la excitación sexual en respuesta a neurotransmisión no adrenérgica, no colinérgica. El óxido nítrico estimula la formación de GMP cíclico, que conduce a relajación del músculo liso de los cuerpos cavernosos y las arterias penianas, ingurgitación de los cuerpos cavernosos y erección. Es posible aumentar la acumulación de GMP cíclico mediante la inhibición de la familia fosfodiesterasa 5 (PDE5) específica de GMP cíclico. El sildenafil y sus congéneres inhiben la fosfodiesterasa 5 y se demostró que mejoran la función eréctil en pacientes con disfunción de la misma.